# Reserva nacional de Boni
Boni es una reserva natural nacional situada en la provincia nororiental de Kenia, al sureste de la ciudad de Garissa. Es un área de conservación administrada por el condado de Garissa y el Servicio de Vida Silvestre de Kenia.

## Características de la reserva
La reserva cubre un área de 133 900 hectáreas (1339 km²) y fue establecida en 1976 como un santuario para los elefantes durante la estación seca. El 28 de diciembre de 2010, la Oficina de Asuntos Consulares del Departamento de Estado de los Estados Unidos incluyó a la reserva nacional Boni en la lista de áreas de Kenia que los viajeros estadounidenses deben evitar debido al terrorismo y los delitos violentos.
La reserva es un bosque autóctono de dosel abierto y parte de la selva mosaico costera de Zanzíbar-Inhambane.  Al albergar densidades de especies de plantas que se encuentran entre las más altas del mundo, el bosque ha sido declarado un punto caliente de biodiversidad.

## Fauna
La reserva es un refugio para los hipopótamos, búfalos, duikeres, topis y antílopes de la región, además del bisbita del Sokoke un ave en peligro de extinción. En la reserva también habitan los licaones y los lobo de tierra. Un estudio encargado por Terra Nuova en 2006 también mostró signos de presencia del elefante africano de sabana.